# SS Milazzo
Società Sportiva Milazzo byl italský fotbalový klub sídlící ve městě Milazzo. Klub byl založen v roce 1937. Po dlouhém období v nižších soutěžích postoupilo Milazzo v průběhu tří let z Promozione až do Lega Pro Seconda Divisione. V první sezóně v Lega Pro Seconda Divisione se hlavně díky dobré druhé polovině soutěže podařilo Milazzu skončit na třetím místě. Klub zanikl v roce 2013 kvůli své špatné finanční situaci.